# Єдиний європейський акт
Єди́ний європе́йський акт (ЄЄА; англ. Single European Act, SEA) — один з договорів Європейських Спільнот, підписаний 1986 року. Вперше вніс значні зміни до основоположного Римського договору; фактично, відкрив шлях до формування єдиного ринку. Договір про внесення змін був підписаний у Люксембурзі 17 лютого 1986 року та в Гаазі 28 лютого 1986 року. Він набрав чинности 1 липня 1987 року під керівництвом Комісії Делора.
Ключовим елементом ЄЄА було створення єдиного ринку в рамках Європейських Спільнот до 1992 року, коли необхідні законодавчі реформи будуть завершені. Вважалося, що усунувши нетарифні бар’єри для транскордонної торгівлі та інвестицій усередині Спільнот, такі заходи забезпечать дванадцяти державам-членам широкий економічний стимул. Щоб полегшити їх усунення, ЄЄА реформував законодавчий процес Спільнот, запровадивши процедуру співпраці та поширивши голосування кваліфікованою більшістю на нові сфери. Також були вжиті заходи щодо скорочення законодавчого процесу.
Передбачаючи Маастрихтський договір 1992 року, підписанти ЄЄА заявили, що «рухаються волею продовжувати роботу, розпочату на основі Договорів про заснування Європейських Спільнот, і трансформувати відносини між своїми державами в Європейський Союз».

## Передумови
Підписання ЄЄА стало причиною невдоволення членів Європейських Спільнот у 1980-х роках фактичною відсутністю вільної торгівлі між ними. Лідери бізнесу та політики хотіли гармонізувати закони між країнами та вирішити розбіжності в політиці.
Договір був розроблений з метою виконання частин звіту Дуджа про інституційну реформу Спільноти та Білої книги Європейської комісії щодо реформування Спільного ринку. Результатом цього договору було створення «єдиного ринку» в Спільноті до 1992 року, і як засіб досягнення цього було прийнято законодавчий процес більшої співпраці, пізніше відомий як процедура співпраці, що дало Європейському парламенту реальне право голосу в законодавчій діяльності для вперше та запровадив більше мажоритарного голосування в Раді міністрів. Згідно з цією процедурою, Рада може за підтримки Парламенту та, діючи за пропозицією Комісії, прийняти законодавчу пропозицію кваліфікованою більшістю, але Рада також може скасувати відхилення запропонованого закону Парламентом, ухваливши пропозицію одноголосно.

## Підписання та ратифікація
Політичної угоди було досягнуто на Європейській раді, що відбулася в Люксембурзі 3 грудня 1985 року, коли міністри закордонних справ прийняли текст.  Дев'ять країн, Бельгія, Федеративна Республіка Німеччина (ФРН), Франція, Ірландія, Люксембург, Нідерланди, Португалія, Іспанія та Сполучене Королівство, підписали Єдиний європейський акт у Люксембурзі 17 лютого 1986 року. Ця дата спочатку була задумана як демонстрація єдності всередині Спільнот щодо ЄЄА, але це не вдалося.
Парламент Данії відхилив ЄЄА у січні 1986 року після того, як рух опозиції, який закликав до перегляду непідписаного на той час документа, було прийнято 80 голосами проти 75. Данська опозиція виступила проти договору, оскільки, на їхню думку, він збільшить повноваження Європейського парламенту. Уряд Данії, який підтримав договір, вирішив провести національний необов’язковий референдум з цього питання, щоб подолати неприйняття договору парламентом Данії. Цей референдум належним чином відбувся 27 лютого 1986 року і був схвалений народом Данії 56,2% голосів «за» проти 43,8% «проти» при явці 75,4%.
Італійський уряд зволікав з підписанням через протилежне занепокоєння: на їхню думку, це не дасть Європейському парламенту достатньо повноважень. Разом із Грецією, яка також зволікала з підписанням, Данія та Італія підписали Єдиний європейський акт у Гаазі 28 лютого 1986 року.
Спочатку планувалося ратифікувати ЄЄА до кінця 1986 року, щоб він набув чинности 1 січня 1987 року, і 11 із 12 тодішніх держав-членів ЄЕС ратифікували договір до цієї дати. Кінцевого терміну не було досягнуто, оскільки уряд Ірландії утримався від ратифікації ЄЄА до судового розгляду.
У судовій справі Кротті проти Ан Тайсіч Верховний суд Ірландії постановив, що до Конституції Ірландії необхідно внести зміни, перш ніж держава зможе ратифікувати договір, що можна зробити лише шляхом референдуму. Зрештою, такий референдум був проведений 26 травня 1987 року. Пропозиція була схвалена ірландськими виборцями, які проголосували 69,9% за проти 30,1% проти при явці 44,1%. Ірландія офіційно ратифікувала ЄЄА у червні 1987 року, завдяки чому договір набув чинности 1 липня.

## Обіцянка щодо зростання зайнятости
Договір широко рекламувався на обіцянці, що лібералізація торгівлі відновить зростання зайнятости. На момент ратифікації ЄС виглядав «островом унікально високого безробіття». Понад 9% робочої сили (квітень 1992 року) були безробітними – на понад 2% більше, ніж 7,1% у Сполучених Штатах і в іншій лізі порівняно з 2,2% безробіття в Японії. У другій половині 1980-х років зайнятість у Співтоваристві зростала швидше, ніж будь-коли з 1950-х років, але той факт, що рівень безробіття досяг найнижчого рівня у 8,3%, навів на думку комісії ЄС із соціальних питань Вассо Папандреу, що безробіття стало ендемічні в межах Спільнот.
Зростання зайнятости посідало чільне місце в «риториці 1992 року». В офіційному звіті Чеккіні зростання зайнятості визначалося як «найважливіша перевага Єдиного ринку». Але були важливі застереження. По-перше, передбачалося, що посилення транскордонної раціоналізації та конкуренції на ринку після 1992 року в короткостроковій перспективі може призвести, якщо не до втрати робочих місць, то до конкурентного знецінення умов зайнятости. Папандреу був переконаний, що в країнах з більш високою заробітною платою посилення транскордонної конкуренції та реструктуризації призведе до подальшого дроблення робочих моделей і трудових контрактів, збільшення кількости випадків неповної зайнятості, надомної праці та тимчасової зайнятости. Враховуючи, що модель повної зайнятости на постійній основі продовжувала лежати в основі механізмів соціального забезпечення, це передбачало можливість серйозних втрат у добробуті та справедливости.
Друге застереження щодо переваг Єдиного ринку щодо працевлаштування полягало в тому, що прогнози мали тенденцію припускати розворот або принаймні пом’якшення відносно обмежувальної макроекономічної політики держав-членів. Більш висока середньострокова оцінка звітів Чеккіні про 4,4 мільйона додаткових робочих місць у результаті усунення залишкових бар’єрів для торгівлі всередині Співтовариства припускала, що головною перевагою всебічної лібералізації торгівлі буде спонтанне пом’якшення інфляційного тиску та обмежень зовнішнього платіжного балансу, і що подальший «простір для маневру» буде «використано» шляхом звернення до «експансіоністської економічної політики».
ЄЄА зобов’язала держави-члени сприяти «конвергенції економічної та монетарної політики», необхідної для Європейського валютного союзу (ECU). Критерії для економічного та валютного союзу були залишені для Маастрихтського договору 1992 року. ЄЄА підкреслив, що вони повинні «враховувати досвід, набутий у співпраці в рамках Європейської валютної системи (EMS)». EMS пов’язав валюти держав-учасниць і зобов’язав їхні уряди проводити фіскальну та монетарну політику, достатньо жорстку для стримування інфляції та запобігання значним коливанням обмінного курсу. Як підтверджували так звані «маастрихтські критерії», це встановило високу планку перед тим, як уряд міг розглянути експансійну політику для стимулювання зайнятости. ЄЄА не передбачав механізму координації відносин між державами-членами, щоб послабити обмеження торговельного балансу.

## Тлумачення у Сполученому Королівстві
Сполучене Королівство під час прем’єрства Маргарет Тетчер від Консервативної партії взяло на себе заслугу у створенні ЄЄА. Саме призначений Тетчер до комісії Делора лорд Кокфілд, як комісар, відповідальний за єдиний ринок, склав початкову Білу книгу.
Для Тетчер ЄЄА представляв реалізацію давнього бачення Британією «вільної торгівлі» для Європи. Виходячи за межі зобов’язань Спільного ринку щодо безмитного тарифу, ЄЄА усуне «підступні» бар’єри для торгівлі всередині Спільноти, створені «відмінними національними стандартами, різними обмеженнями на надання послуг [і] виключенням іноземних фірм з публічні контракти». Щоб створити єдиний ринок із купівельною спроможністю «більшою за Японію, більшою за Сполучені Штати», Сполучене Королівство та її партнери зобов’язалися:
|                   | Здійснити дії, спрямовані на те, щоб страхові компанії могли вести бізнес у всій Спільноті [для британської економіки фінансові послуги відіграли величезну роль]. Дії, спрямовані на те, щоб люди могли вільно займатися своїми ремеслами та професіями по всій Спільноті. Дії щодо усунення митних бар'єрів і формальностей, щоб товари могли вільно переміщатися без тривалих затримок. Дії, спрямовані на те, щоб будь-яка компанія могла продавати свої товари та послуги без дозволу чи перешкод. Дії щодо забезпечення вільного руху капіталу в межах Спільноти. |
| — Маргарет Тетчер | |

Пропагуючи єдиний ринок, у ЄЄА Тетчер пішла на компроміси, які все більше електорату її Консервативної партії вважало фатальними. Під тиском канцлера Німеччини Гельмута Коля вона прийняла посилання, яких вона дуже хотіла уникнути, щодо майбутнього Європейського Союзу та спільної валюти (валютного союзу).
Стверджуючи, що, спираючись на ці поступки, Маастрихтський та наступні договори виходять за рамки бачення єдиного ринку і зобов'язують Британію до «федеративної Європи», що розвивається, у 2015 році консервативні «євроскептики» домоглися проведення референдум щодо участі Сполученого Королівства в цих договорах. Припускаючи, що Британія залишиться «частиною» «європейської зони вільної торгівлі від Ісландії до російського кордону», офіційна кампанія «Голосуй за вихід» та її союзники здобули перемогу на референдумі щодо «Брекзиту» в червні 2016 року. Відкинувши заклики до переговорів про продовження членства в Єдиному ринку або укладення угоди про вільну торгівлю на основі регуляторного узгодження з Єдиним ринком, згідно з умовами Угоди про вихід від жовтня 2019 року консервативний уряд Бориса Джонсона вивів Сполучене Королівство з Єдиного ринку Європейського Союзу, а отже, і з ЄЄА, наприкінці січня 2020 року.

## Термін дії договору
| Підписаний Діє з Документ      | 1948 Брюссельський договір                                         | 1951 1952 Паризький договір                                                       | 1954 1955 Поправки до Брюссельського договору                                     | 1957 1958 Римські договори                                                        | 1965 1967 Договір злиття                        | 1975 Н/Д Висновки Європейської ради             | 1985 Шенгенська угода                         | 1986 1987 Єдиний європейський акт             | 1992 1993 Маастрихтський договір              | 1992 1993 Маастрихтський договір | 1997 1999 Амстердамський договір | 2001 2003 Ніццький договір | 2007 2009 Лісабонська угода | 2007 2009 Лісабонська угода |  |  |  |  |  |  |  |
|                                |                                                                    |                                                                                   |                                                                                   |                                                                                   |                                                 |                                                 |                                               |                                               |                                               |                                  |                                  |                            |                             |                             |  |  |  |  |  |  |  |
| Підвалини Європейського Союзу: |                                                                    |                                                                                   |                                                                                   |                                                                                   |                                                 |                                                 |                                               |                                               |                                               |                                  |                                  |                            |                             |                             |  |  |  |  |  |  |  |
| Європейські спільноти          |                                                                    |                                                                                   |                                                                                   |                                                                                   |                                                 |                                                 |                                               |                                               |                                               |                                  |                                  |                            |                             |                             |  |  |  |  |  |  |  |
|                                | Європейська спільнота з атомної енергії (Євратом)                  |                                                                                   |                                                                                   |                                                                                   |                                                 |                                                 |                                               |                                               |                                               |                                  |                                  |                            |                             |                             |  |  |  |  |  |  |  |
|                                |                                                                    |                                                                                   | Європейська спільнота з вугілля та сталі (ЄСВС)                                   | Європейська спільнота з вугілля та сталі (ЄСВС)                                   | Європейська спільнота з вугілля та сталі (ЄСВС) | Європейська спільнота з вугілля та сталі (ЄСВС) | Термін дії договору минув у 2002 р.           | Термін дії договору минув у 2002 р.           | Термін дії договору минув у 2002 р.           |                                  | Європейський Союз (ЄС)           | Європейський Союз (ЄС)     |                             |                             |  |  |  |  |  |  |  |
|                                |                                                                    |                                                                                   | Європейська економічна спільнота (ЄЕС)                                            |                                                                                   |                                                 |                                                 |                                               |                                               |                                               |                                  | Європейський Союз (ЄС)           | Європейський Союз (ЄС)     |                             |                             |  |  |  |  |  |  |  |
|                                |                                                                    |                                                                                   |                                                                                   | Шенгенська угода                                                                  |                                                 |                                                 | Європейська спільнота (ЄС)                    | Європейська спільнота (ЄС)                    |                                               |                                  | Європейський Союз (ЄС)           | Європейський Союз (ЄС)     |                             |                             |  |  |  |  |  |  |  |
|                                |                                                                    | Співробітництво TREVI (тероризм, радикалізм, екстремізм та міжнародне насильство) | Співробітництво TREVI (тероризм, радикалізм, екстремізм та міжнародне насильство) | Співробітництво TREVI (тероризм, радикалізм, екстремізм та міжнародне насильство) | Правосуддя та внутрішні справи                  |                                                 | Європейська спільнота (ЄС)                    | Європейська спільнота (ЄС)                    |                                               |                                  | Європейський Союз (ЄС)           | Європейський Союз (ЄС)     |                             |                             |  |  |  |  |  |  |  |
|                                | Співробітництво між поліцією та правосуддям у кримінальних справах | Співробітництво TREVI (тероризм, радикалізм, екстремізм та міжнародне насильство) | Співробітництво TREVI (тероризм, радикалізм, екстремізм та міжнародне насильство) | Співробітництво TREVI (тероризм, радикалізм, екстремізм та міжнародне насильство) | Правосуддя та внутрішні справи                  |                                                 |                                               |                                               |                                               |                                  | Європейський Союз (ЄС)           | Європейський Союз (ЄС)     |                             |                             |  |  |  |  |  |  |  |
|                                |                                                                    |                                                                                   |                                                                                   |                                                                                   | Європейська політична співпраця                 | Спільна зовнішня та безпекова політика (СЗБП)   | Спільна зовнішня та безпекова політика (СЗБП) | Спільна зовнішня та безпекова політика (СЗБП) | Спільна зовнішня та безпекова політика (СЗБП) |                                  | Європейський Союз (ЄС)           | Європейський Союз (ЄС)     |                             |                             |  |  |  |  |  |  |  |
| Неконсолідовані органи         | Неконсолідовані органи                                             | Західноєвропейський союз (ЗЄС)                                                    | Західноєвропейський союз (ЗЄС)                                                    | Західноєвропейський союз (ЗЄС)                                                    | Західноєвропейський союз (ЗЄС)                  | Західноєвропейський союз (ЗЄС)                  | Західноєвропейський союз (ЗЄС)                |                                               |                                               |                                  |                                  | Європейський Союз (ЄС)     |                             |                             |  |  |  |  |  |  |  |
| Неконсолідовані органи         | Неконсолідовані органи                                             | Західноєвропейський союз (ЗЄС)                                                    | Західноєвропейський союз (ЗЄС)                                                    | Західноєвропейський союз (ЗЄС)                                                    | Західноєвропейський союз (ЗЄС)                  | Західноєвропейський союз (ЗЄС)                  | Західноєвропейський союз (ЗЄС)                | Припинив існування у 2011 р.                  |                                               |                                  |                                  |                            |                             |                             |  |  |  |  |  |  |  |
|                                |                                                                    |                                                                                   |                                                                                   |                                                                                   |                                                 |                                                 |                                               |                                               |                                               |                                  |                                  |                            |                             |                             |  |  |  |  |  |  |  |